# Frederik Carl Ferdinand af Braunschweig-Lüneburg-Bevern
Frederik Carl Ferdinand, hertug af Braunschweig-Lüneburg-Bevern (ty: Friedrich Carl Ferdinand von) (født 5. april 1729 i Braunschweig, død 27. april 1809 på Lyksborg Slot) var en tysk hertug og dansk general.
Han var søn af hertug Ernst Ferdinand af Braunschweig-Lüneburg-Bevern og Eleonora Charlotte prinsesse af Kurland, blev født 5. april 1729. Allerede 1742 trådte han som kaptajn ind i det hollandske Regiment Waldeck, tog del i felttogene 1745-46 og overværede slaget ved Roucoux. Kort efter gik han i brunsvigsk tjeneste og kommanderede under sin fætter, hertug Ludvig Ernst af Braunschweig-Wolfenbüttel et regiment i den kejserlige Armé. Efter freden i Aachen 1748 gik han atter i hollandsk tjeneste og blev 1754 generalløjtnant. Ved Syvårskrigens udbrud begav han sig i slutningen af 1756 til Preussen og fik kommandoen over et sachsisk regiment, som fik hans navn. Men sachserne ville ikke lade sig bruge til krig imod deres fædreland, regimenterne gjorde oprør og gik fra hinanden. Ikke desto mindre gjorde hertugen krigen med som generalmajor og udmærkede sig i mange slag og på mange måder, men da Frederik II ikke kunne tilgive ham uheldet med det sachsiske regiment, tog hertugen ansættelse under sin fætter, den berømte engelske feltherre Ferdinand af Braunschweig-Wolfenbüttel, og bivånede sejren ved Minden 1759.
Året efter forlod han krigsskuepladsen og begav sig til Danmark, hvor han havde mægtige familieforbindelser. Enkedronningens broder, markgrev Frederik Ernst af Brandenburg-Kulmbach, der var statholder i Slesvig og Holsten, var gift med hans søster, og selve den danske dronning, Juliane Marie, var hans søskendebarn. Ved sin ansættelse i Hæren blev han kommandør for Grenaderkorpset og blev, efter at have fået rang som generalløjtnant, 1762 ansat i samme egenskab ved Garden til Fods. Samme år rykkede han med Hæren under Saint-Germain ind i Mecklenburg som chef for 2. Division. Ved omordningen efter krigen fratrådte han kommandoen over Garden og blev 1764 generalinspektør for Fodfolket, i hvis eksercerreglement han indførte de preussiske principper. Samme år blev han udnævnt til generalfeltmarskal og Ridder af Elefanten og 1766 til guvernør i Rendsborg. Da det 1772 truede med krig med Sverige, og der blev truffet forsvarsforanstaltninger, blev hertugen kommanderende general på Sjælland, og da hofrevolutionen samme år havde bragt Juliane Marie til magten, blev han 1. april 1773 udnævnt til guvernør i København. Han hørte i disse år til hoffets udkårne og tog megen del i de militære begivenheder, især i de store manøvrer, som fra 1776 afholdtes hvert 3. år, og der var stor tilfredshed med hans ledelse af disse.
Ved sin broders død blev han 1781 regerende fyrste i sit arveland Bevern og domprovst over stifterne St. Blasius og St. Cyriacus i Bevern, men han forblev i Danmark, hvor han året efter blev gift med hertug Frederik Henrik Vilhelm af Slesvig-Holsten-Sønderborg-Glücksborgs enke, Anna Caroline, prinsesse af Nassau-Saarbrücken (f. 31. december 1751). Regeringsforandringen 1784 gjorde ende på hans indflydelsesrige stilling ved hæren og ved hoffet, og allerede 5. maj blev han afskediget fra guvernementet over Københavns Fæstning og fik anvist bolig på Glücksborg Slot. Her døde han i en høj alder 27. april 1809. Hans enke beboede slottet til sin død, 12. april 1824.